# Principat de Pol
Pol (de 1934 a 1948 rebatejat Vijayanagar) fou un petit estat tributari protegit de l'agència de Mahi Kantha al Gujarat, presidència de Bombai a la part nord-est de l'agència al límit amb l'estat de Mewar de la Rajputana, amb una població de 4,919 habitants el 1872 i 6.629 habitants el 1881.
La família reial era descendent de Jai Chand, el darrer sobirà rajput rathor de Kanauj. Jai Chand va deixar (1193) dos fills: Seoji i Sonakji; el primer va fundar la dinastia rathor de Marwar (Jodhpur) i el segon es va establir a Idar el 1257 i durant 26 generacions van governar a Idar amb títol de rao, fins que el príncep Jagannath fou expulsat pels mogols el 1656 i la familia es va retirar a les muntanyes i va establir el seu quarter general a Pol i foren coneguts en endavant com raos de Pol. Van mantenir la seva indeppendència i per la natura muntanyosa del territori no van pagar mai tribut al Gaikwar de Baroda. El 1883 era rao Hamir Singhji, de 36 anys, amb uns ingressos de 2800 lliures.

## Llista de raos
1. Rao CHANDRA SINGHJI 1720-?
2. Rao KARSAN SINGHJI
3. Rao KESARI SINGHJI
4. Rao KASAN SINGHJI
5. Rao MAKAN SINGHJI
6. Rao HATHI SINGHJI
7. Rao MADHAV SINGHJI
8. Rao AJAB SINGHJI
9. Rao BHUPAT SINGHJI I
10. Rao BHAVAN SINGHJI
11. Rao SURAJ SINGHJI
12. Rao VAJE SINGHJI
13. Rao RATAN SINGHJI
14. Rao ABHEY SINGHJI
15. Rao KIRAT SINGHJI
16. Rao LAXMAN SINGHJI
17. Rao BHARAT SINGHJI
18. Rao AMAR SINGHJI
19. Rao ANAND SINGHJI
20. Rao PAHAD SINGHJI ? -1859
21. Rao NAVAL SINGHJI 1859-1864
22. Rao HAMIR SINGHJI I 1864-1889
23. Rao PRITHI SINGHJI 1889-1905
24. Rao BHUPAT SINGHJI II 1905-1913
25. Rao MOHABAT SINGHJI 1913-1916
26. Maharao Shri HAMIR SINGHJI II 1916-1948 (+1986)

## Bandera
Rectangular dividida horitzontalment en cinc franges: vermell, groc, blanc, verd i blau.